# Metal Men
I Metal Men sono un gruppo di supereroi creato da Robert Kanigher, Ross Andru e Mike Esposito nel 1962, pubblicato dalla DC Comics.

## Storia
I Metal Men sono un gruppo di robot intelligenti creati dallo scienziato Will "Doc" Magnus tramite una macchina chiamata responsometro, in grado di animare qualsiasi materiale, dandogli una personalità adatta a seconda della sua composizione chimica; le loro caratteristiche infatti (sia fisiche che caratteriali) sono legate all'elemento di cui sono fatti (oltre ad essere accomunati dal fatto di essere dei mutaforma):
- Oro è il leader e può allungarsi quasi indefinitamente;
- Ferro è superforte, gran lavoratore e brontolone;
- Piombo è poco ingegnoso, leale e può bloccare radiazioni mortali;
- Mercurio è una testa calda e può sciogliersi e riformarsi;
- Stagno è insicuro e debole, e si trasforma spesso in contenitori;
- Platino (o Tina), l'unica donna del gruppo, intelligente e passionale, e innamorata del suo creatore Doc Magnus, può allungarsi e modellarsi fino a formare delle spire.

## Altre versioni
- Nella miniserie Kingdom Come appare una versione futura dei Metal Men in una forma combinata chiamata "Lega" (Alloy).
- Nell'elseworld Justice League: Il chiodo i Metal Men sono dei robot distruttori che combattono contro Wonder Woman dopo aver distrutto la Casa Bianca.
- Nell'universo Tangent i Metal Men sono un gruppo di operazioni segrete.
- Nell'universo Amalgam i Metal Men sono fusi insieme ai personaggi della Confraternita dei mutanti malvagi a formare i Magnetic Men.

## Altri media
- I Metal Men fanno una breve apparizione nel film animato Justice League: The New Frontier.
- I Metal Men appariranno in un episodio della serie animata Batman: The Brave and the Bold.